# Чемпионат мира по хоккею с шайбой 1930
Чемпионат мира по хоккею с шайбой 1930 года был разыгран в период с 30 января по 10 февраля в городах Шамони (Франция), Вена (Австрия) и Берлин (Германия). В этом году Международная федерация хоккея приняла решение проводить чемпионаты мира и Европы ежегодно.
На сегодняшний день это единственный чемпионат мира, проведённый в трех странах.
Соревнования проходили по олимпийской системе «на выбывание». При этом действующий чемпион, сборная Канады, была освобождена от отборочных соревнований и допущена напрямую в финал, где провела лишь один матч. Подобная формула проведения чемпионата больше не использовалась ни разу в истории.
Первоначально местом проведения был выбран Шамони. Однако в те годы хоккейные матчи проводили на площадках под открытым небом, на естественном льду. Неожиданное потепление не позволило довести соревнования во Франции до конца. Матч за четвёртое место был сыгран в Вене, а полуфинал и финал провели в Берлине, где погодные условия оказались более благоприятными.
Это был фактически первый чемпионат мира, однако позднее было решено считать чемпионатами мира также и олимпийские турниры, проводившиеся в 1920, 1924 и 1928 г. Таким образом в настоящее время чемпионат мира в Шамони считается четвёртым по счету.
Канаду в этих соревнованиях представляла любительская команда «Порт-Артур Биркэтс» (Торонто), отстоявшая звание чемпиона мира. Спонсором сборной Канады была компания ССМ, производящая спортивные товары, поэтому в ряде источников команду называют «Торонто-ССМ».
В рамках этого же турнира определялся чемпион Европы 1930 г. Им стала сборная Германии.
Впервые в истории ЛИХГ наградила призёров турнира медалями, заменив вручаемые ранее грамоты. Изменились и правила игры: были разрешены пасы вперёд в защитной зоне и матч состоял из трёх периодов по 15 минут, а не двух по 20.

## Результаты матчей
Первый раунд
| 31 января 1930 | \| Франция \| 4:1 \| Бельгия \| | Шамони  |
| Франция        | 4:1                             | Бельгия |

| 31 января 1930 | \| Венгрия \| 2:0 \| Италия \| | Шамони |
| Венгрия        | 2:0                            | Италия |

| 31 января 1930 | \| Германия \| 4:2 \| Великобритания \| | Шамони         |
| Германия       | 4:2                                     | Великобритания |

Второй раунд
| 1 февраля 1930 | \| Польша \| 5:0 \| Япония \| | Шамони |
| Польша         | 5:0                           | Япония |

| 1 февраля 1930 | \| Швейцария \| 3:1 \| Чехословакия \| | Шамони       |
| Швейцария      | 3:1                                    | Чехословакия |

| 1 февраля 1930 | \| Австрия \| 2:1 \| Франция \| | Шамони  |
| Австрия        | 2:1                             | Франция |

| 1 февраля 1930 | \| Германия \| 4:1 \| Венгрия \| | Шамони  |
| Германия       | 4:1                              | Венгрия |

Полуфинальный раунд 
| 2 февраля 1930 | \| Германия \| 3:1 \| Польша \| | Шамони |
| Германия       | 3:1                             | Польша |

| 2 февраля 1930 | \| Швейцария \| 2:1 \| Австрия \| | Шамони  |
| Швейцария      | 2:1                               | Австрия |

Матч за 4-е место
| 5 февраля 1930 | \| Австрия \| 2:0 \| Польша \| | Вена   |
| Австрия        | 2:0                            | Польша |

Финальный раунд (он же являлся финалом чемпионата Европы 1930 г.)
| 9 февраля 1930 | \| Германия \| 2:1 \| Швейцария \| | Берлин    |
| Германия       | 2:1                                | Швейцария |

Финал чемпионата мира (Берлин)
| 10 февраля 1930 | \| Канада \| 6:1 \| Германия \| | Берлин   |
| Канада          | 6:1                             | Германия |

### Чемпионы мира — 1930
Вратарь: Перси Тимпсон.
Полевые игроки: Уолли Адамс, Ховард Армстронг, Альберт Клейтон, Гордон Грант, Джозеф Гриффин, Александр Парк, Фредерик Радке, Дон Хатчинсон.
Тренер: Лес Аллен.
| Чемпион мира по хоккею с шайбой 1930 г. |
| --------------------------------------- |
| Канада четвёртый титул                  |